# 平田治
平田 治（ひらた おさむ、1974年〈昭和49年〉2月3日 - ）は日本の放送作家。身長179cm。
茨城県水戸市出身。主にニッポン放送のラジオ番組を手がけている。愛称は「ぶるんぶるん」「ぶるん」など。

## 経歴

### デビューまで
帝京大学卒業後、ベビー用品会社へ就職したものの、半年で退社。その後バイト生活を開始する。「U-turnの@llnightnippon.com」のハガキ職人になる。
名刺を持参、ニッポン放送のスタッフに配りまくり、「作家として雇ってください!」と言う。その行為がニッポン放送の神田比呂志ディレクター（当時）の目に止まり、2000年に「aikoの@llnightnippon.com」のスタッフとして、晴れて放送作家見習いになる。

### 放送作家として
2002年6月19日、本間俊彦とのサッカーPK対決で負け、西川貴教のallnightnippon SUPER!スタッフとして引き抜かれた。2006年は仕事が少なく「野球NEET」だったが2007年からは徐々に野球関係の仕事が増えだし、「野球セレブ」となる。2008年に再び、レギュラー1本のワーキングプアとなる。そのレギュラー番組も期間限定で2009年春に終了した。
2011年3月4日、1日だけ特番で復活した「U-turnのオールナイトニッポン GOLD」にモバゲーのゲーム「オールナイトニッポンを作ろう」担当として登場し、自身がハガキ職人をやっていたU-turrnの土田晃之と共演を果たす。

## 慶應アレルギー
1996年頃、ぶるんが当時交際していた女性を慶應義塾大学生に奪われる事件があった。同時に彼の慶應嫌いが決定的なものとなった。なお、言うまでもないが、この「事件」は交際関係の事情に起因して発生したもので、慶應義塾大学は一切責任がない。2006年には慶應義塾大学と和解した。

## 偽サイン事件
GACKTのラジオの放送作家を担当していた当時、某先輩にGACKTのサインを頼まれたが本人に貰うことができず、平田本人が偽サインを書いて先輩に送ったことがある。明らかに偽者のサインを受け取った先輩は激怒し、それをきっかけに「いわき七浜会」に追われる事になる。「いわき七浜会」とは未だに和解していない。

## 人物・エピソード
- 実家は田町で「クロワッサン」というパン屋をしている。
- 愛称のぶるんぶるんはハガキ職人時代のラジオネーム。
- 野球好きであり、広島東洋カープファン。

## 現在の担当番組

### 出演
- 石川・ホンマ・ぶるんのBe-side Your Life

### 構成
- オールナイトニッポンR 有楽町音楽室（ニッポン放送）
- TOKIOナイトクラブ 長瀬くんと松岡くん（ニッポン放送）
- コマツ・メジャーショウアップ 松井秀喜 ワールドチャンピオンへの道(ニッポン放送)
- メジャーリーグ中継（ニッポン放送）※不定期
- 西川貴教のイエノミ!!（2011年 - 、ドワンゴ・ニコニコ生放送）

## 過去の担当番組

### 出演
- 激ウラ!!西川貴教のオールナイトニッポン（ニッポン放送 ポッドキャスティングステーション）

### 構成
- aikoの@llnightnippon.com（ニッポン放送）
- 巨人中毒（日本テレビ）
- The独占サンデー(日本テレビ)
- 氣志團綾小路セロニアス翔のオールナイトニッポン（ニッポン放送）
- 土屋礼央のオールナイトニッポン（ニッポン放送）
- 知ってる?24時。（ニッポン放送）
- 西川貴教のオールナイトニッポン（ニッポン放送）
- Gacktのオールナイトニッポン（ニッポン放送）